# Бистшиця (Львувецький повіт)
Бистшиця (пол. Bystrzyca) — село в Польщі, у гміні Влень Львувецького повіту Нижньосілезького воєводства.
Населення — 272 особи (2011).
У 1975-1998 роках село належало до Єленьоґурського воєводства.

## Демографія
Демографічна структура станом на 31 березня 2011 року:
|          | Загалом | Допрацездатний вік | Працездатний вік | Постпрацездатний вік |
| -------- | ------- | ------------------ | ---------------- | -------------------- |
| Чоловіки | 129     | 21                 | 95               | 13                   |
| Жінки    | 143     | 24                 | 92               | 27                   |
| Разом    | 272     | 45                 | 187              | 40                   |